# Emil von Albedyll

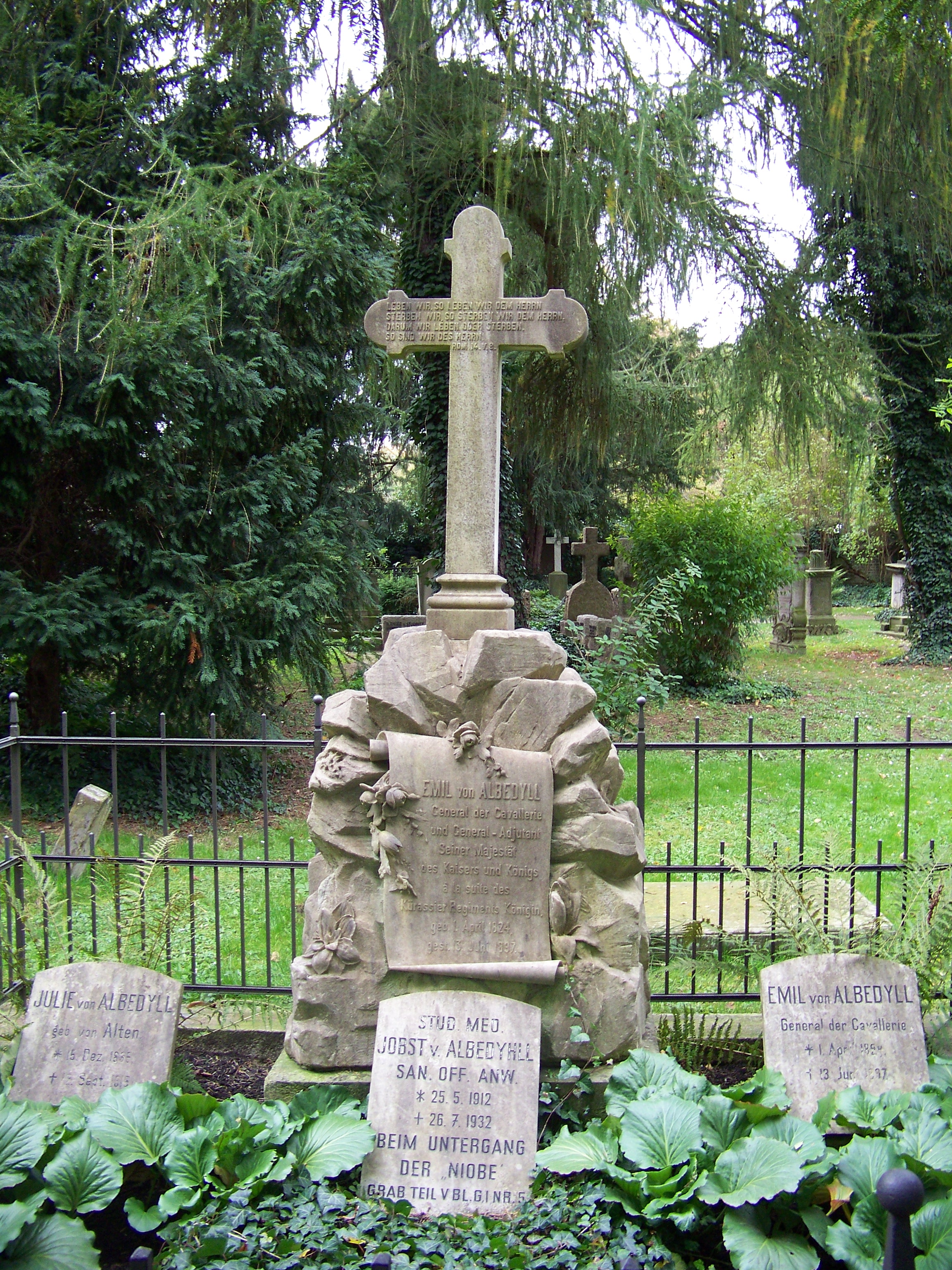
Mộ phần của ông tại nghĩa trang Bornstedt.

Emil Heinrich Ludwig von Albedyll (sinh ngày 1 tháng 4 năm 1824 tại Liebenow, Pommern; mất ngày 13 tháng 6 năm 1897 tại Potsdam) là một tướng lĩnh trong quân đội Phổ.
Trong chiến dịch chống Đan Mạch năm 1848 (Chiến tranh Schleswig-Holstein), ông phục vụ như một sĩ quan cần vụ và tham gia trong các trận đánh tại Schleswig, Düppel và Fredericia. Vào năm 1858, ông được phong quân hàm Đại úy và vào năm 1862 ông gia nhập trong Khoa Nhân sự của Bộ Chiến tranh (về sau trở thành Nội các Quân sự tách rời khỏi Bộ Chiến tranh Phổ). Dưới sự chỉ đạo của Trưởng khoa Nhân sự – tướng von Manteuffel, ông đã phục vụ trong cuộc Chiến tranh Schleswig lần thứ hai vào năm 1864, tham chiến trong trận đánh tại Mysunde.
Vào năm 1866, Albedyll được thăng cấp Thượng tá và được bổ nhiệm làm sĩ quan phụ tá. Ông đã tham gia Đại bản doanh của Phổ trong cuộc Chiến tranh Bảy tuần. Sau cuộc chiến, ông lên chức Đại tá vào năm 1864, và một lần nữa tham gia Đại bản doanh trong cuộc Chiến tranh Pháp-Đức (1870 – 1871). Sau khi hòa bình lập lại, ông được bổ nhiệm làm Bộ trưởng Nội các Quân sự Đức, và trên cương vị này, ông đã quyết định các chi tiết nhân sự, phục vụ và các vấn đề chỉ huy của lực lượng quân đội Phổ trong vòng 17 năm trời. Vào năm 1873, ông trở thành Thiếu tướng và Tướng dưới quyền chỉ đạo trực tiếp của Đức hoàng Wilhelm I. Vào năm 1876, ông được bổ nhiệm làm Tướng Phụ tá của Đức hoàng và trở thành Thượng tướng Kỵ binh vào năm 1886. Cuối cùng, vào năm 1888, ông được bổ nhiệm làm Tướng tư lệnh của Quân đoàn VII đóng tại Münster.
Không những được Wilhelm I tin cẩn, ông còn được lòng Hoàng đế kế ngôi là Friedrich III, và tiếp tục giữ cương vị chỉ huy sau khi Wilhelm II đăng cơ vào năm 1888. Vào năm 1891, nhân dịp kỷ niệm 50 năm phục vụ quân sự của ông, Albedyll được phong tặng Huân chương Đại bàng Đen. Vào tháng 6 năm 1893, ông nghỉ hưu. Emil von Albedyll từ trần vào ngày 13 tháng 6 năm 1897 tại Potsdam và được mai táng ở nghĩa trang Bornstedt.
Hồi ký "Thuở thiếu thời của tôi" của Đức hoàng Wilhelm II đã đánh giá ông là một người có tài năng, mạnh mẽ, học rộng và có trí nhớ tốt. Theo Wilhelm II, vị tướng thực sự đã thuộc danh sách toàn bộ quân đội, và không chỉ nắm bắt sự nghiệp của các sĩ quan của quân đội thường trực, ông còn biết về sự nghiệp của cha họ. Ngoài ra, ông đã từng bầu chọn các chức vụ chỉ huy chỉ sau một đêm trong cuộc tổng động viên năm 1870 khi Chiến tranh Pháp-Đức bùng nổ.